# Хоббема, Мейндерт
Ме́йндерт Хо́ббема полное имя:  Мейндерт Луббертсзон Хоббема  (нидерл. Meindert Lubbertszoon Hobbema; крещён 31 октября 1638, Амстердам — 7 декабря 1709, Амстердам) — голландский живописец-пейзажист «Золотого века голландской живописи» из Амстердама. Самый значительный мастер голландского пейзажа после своего учителя, Якоба ван Рёйсдала.

## Биография
Предки Мейндерта Луббертсзона были выходцами из Фрисландии (северные Нидерланды). Мейндерт был сыном плотника по имени Лубберт Мейндерт, он довольно рано взял фамилию своей бабушки «Хоббема». Осиротел в молодом возрасте и с 1653 года воспитывался в приюте. Затем, через два года в возрасте семнадцати лет был принят в мастерскую Якоба ван Рёйсдала, сначала для того, чтобы обслуживать мастера и поддерживать порядок в его мастерской, но вскоре получил возможность учиться живописному ремеслу.
Известно, что Хоббема и Рёйсдал вместе путешествовали и делали зарисовки с натуры. Хоббема также писал фигуры в пейзажах Рёйсдала.
В ноябре 1668 года Хоббема женился на Элтье Винк, экономке амстердамского бургомистра Ламберта Рейнста и с её помощью устроился на хорошую работу помощником виноградаря, контролирующего сборы налогов на винные бочки и занимался этим на протяжении сорока лет до конца жизни. Долгое время считалось, что на этом его занятия живописью прекратились. Возможно, ему пришлось уделять живописи меньше времени, чем прежде, но его лучшее произведение, «Аллея в Мидделхарнисе», датировано 1689 годом, а другая картина «Развалины замка Бредероде» (Лондон) — 1671 годом.
У супругов было пятеро детей, двое из которых умерли в раннем возрасте. Хоббема жил на улице Розенграхт, напротив дома Рембрандта.
В 1704 году Элтье умерла и была похоронена в отделении для бедняков Лейденского кладбища в Амстердаме. Сам Хоббема дожил до декабря 1709 года и был похоронен 14 числа того же месяца на кладбище бедняков кальвинистской церкви Вестеркерк (Западная церковь) в Амстердаме 14 декабря 1709 года.

## Творческое наследие
Хоббема — один из немногих голландских художников, не испытавших влияния Рембрандта. Пейзажи Хоббемы ясно демонстрируют влияние его учителя Якоба ван Рёйсдала. Он работал сравнительно недолго, до 1669 года. Большую часть своих картин Хоббема писал в мастерской, по воображению и на основе предварительных набросков, поэтому они отличаются особенной «композиционной уравновешенностью и ясностью».
Художник не был известен ни при жизни, ни в течение почти столетия после смерти, но становился всё более популярным с последних десятилетий XVIII века и до нашего времени. Ему многие подражали, а его произведения стали предметом соперничества коллекционеров. В отличие от Рёйсдала, который предпочитал запечатлевать дикую природу, Хоббему привлекали тихие сельские сцены с видами залитых солнечным светом деревень, которым придают разнообразие возвышающиеся там и здесь группы деревьев. В этих сельских идиллиях всё выписано с большой тщательностью.
Хоббема не упоминается историографом Арнольдом Хоубракеном в его «Великом театре нидерландских художников и художниц» (De Groote Schouburgh der Nederlantsche Konstschilders en Schilderessen, 1718—1721), да и вообще каким-либо литературным источником при его жизни и его произведения редко появлялись в ранних аукционных каталогах. Его пейзажи стали привлекать внимание в период романтизма. Особый интерес к его пейзажам возник в Англии XVIII и XIX веков. Знаменитый английский пейзажист Томас Гейнсборо находился под его влиянием. Его пейзажи ценили Джон Констебл и французские импрессионисты.
Кеннет Кларк относился к искусству Хоббемы критически и писал, что «такой искусный художник, как Хоббема, становится утомительным, потому что тщательно выисанные деревья в его лесных сценах не подчинены общему принципу света».
Самая известная работа художника — «Het laantje van Middelharnis» (1689), проданная в 1822 году муниципалитетом Мидделхарниса, ныне является частью коллекции Национальной галереи в Лондоне. В 2014 году картина Хоббемы под названием «Лесной пейзаж с весёлой компанией в повозке» (ок. 1665) была передана в дар Рейксмюсеуму в Амстердаме. Эта картина вошла в Почётную галерею музея. В санкт-петербургском Эрмитаже имеется всего одна картина Хоббемы «Лес».

## Галерея

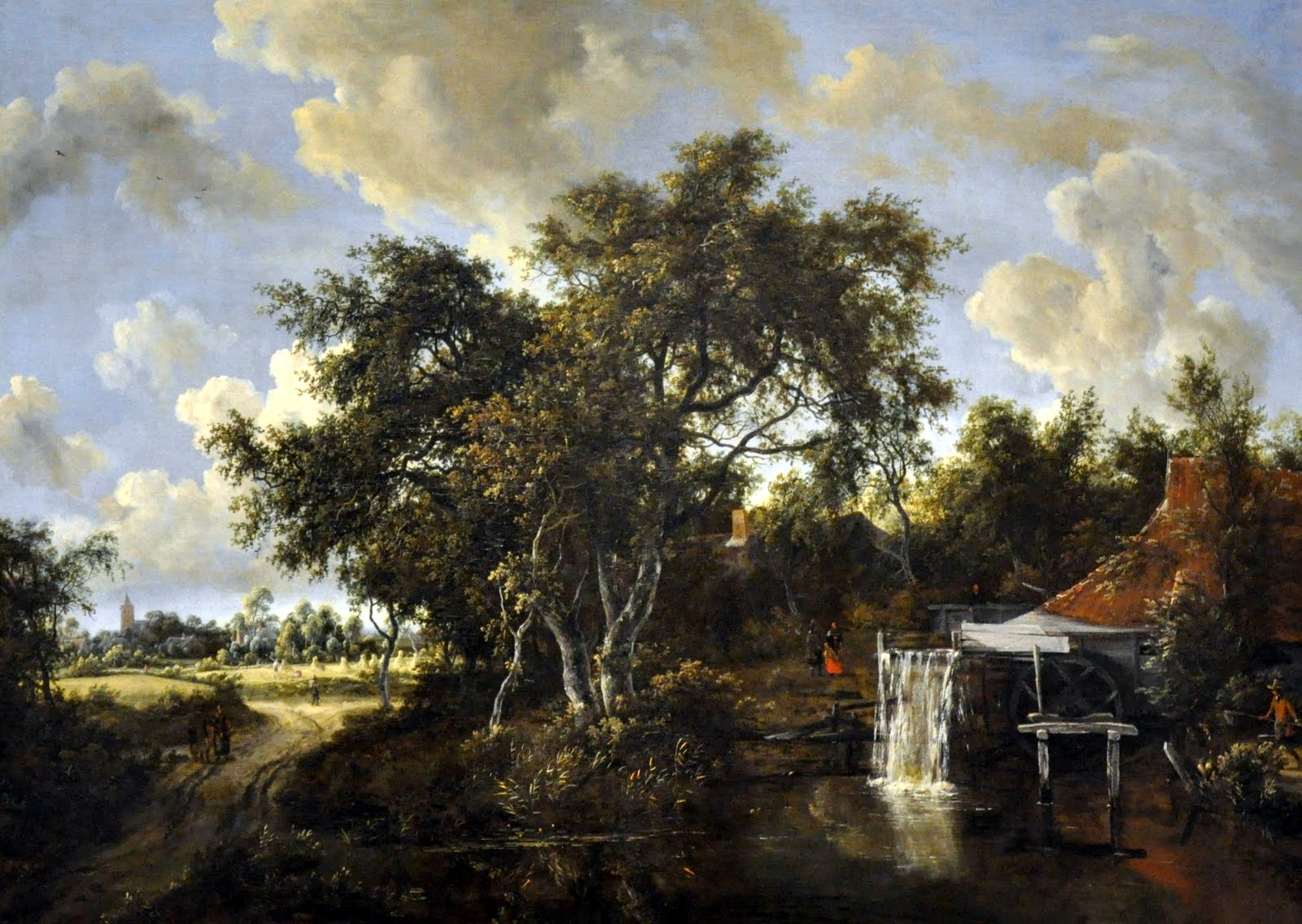
Водяная мельница. 1660-е. Холст, масло. Музей искусств Толидо, Огайо, США
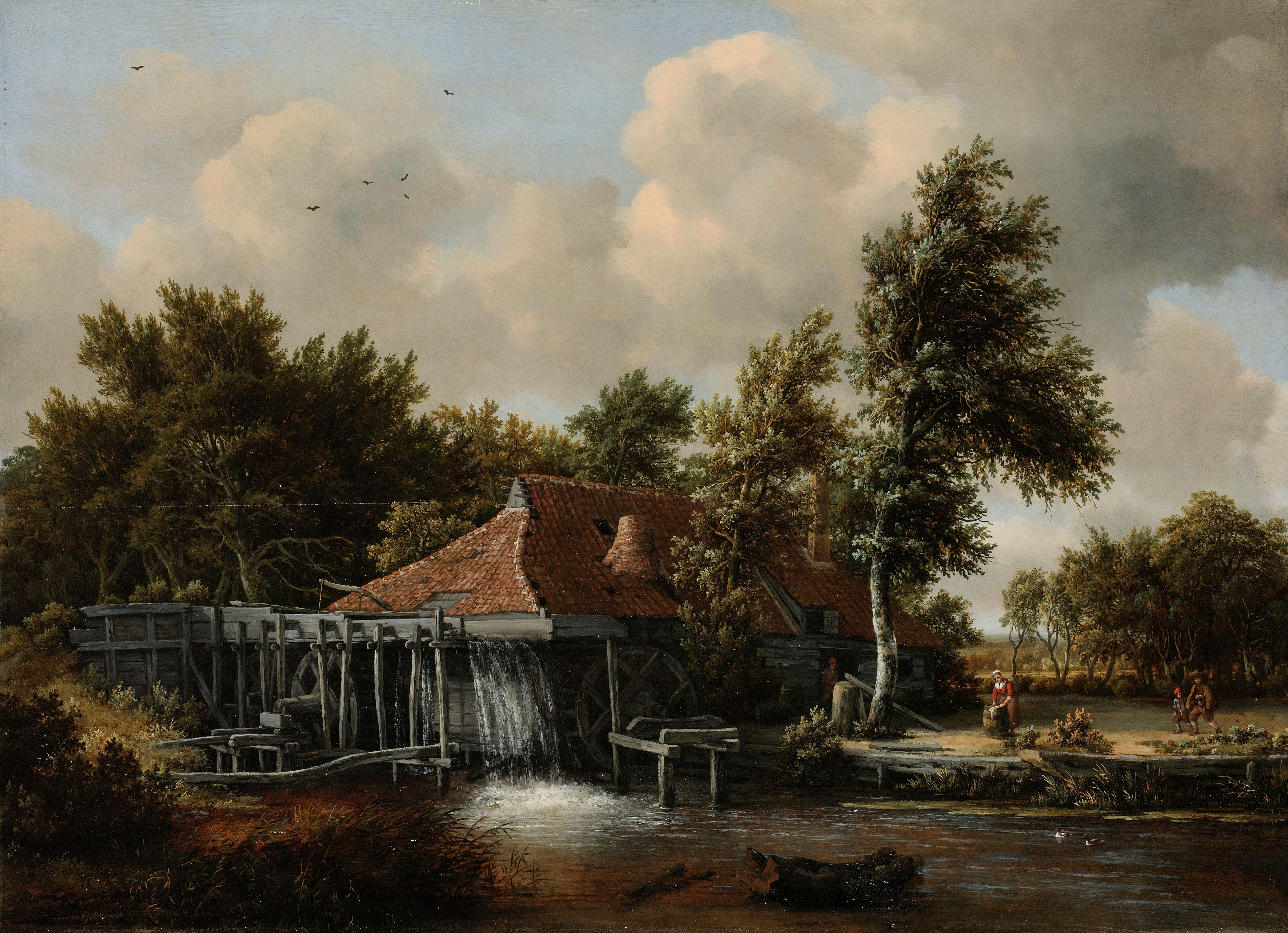
Водяная мельница. 1664. Дерево, масло. Рейксмюсеум, Амстердам
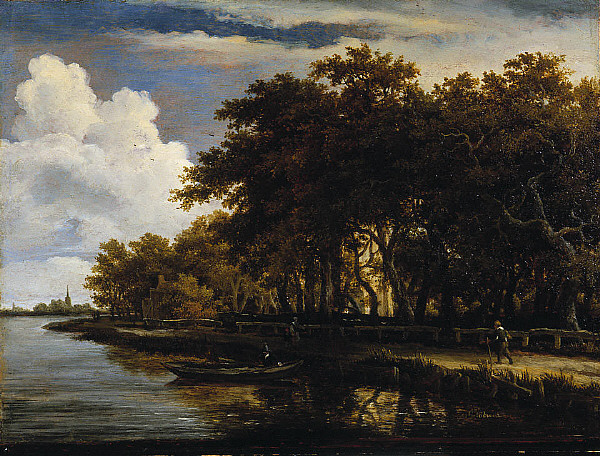
Вид на Амстел. Ок. 1660. Дерево, масло. Сент-Луисский художественный музей, Сент-Луис, США
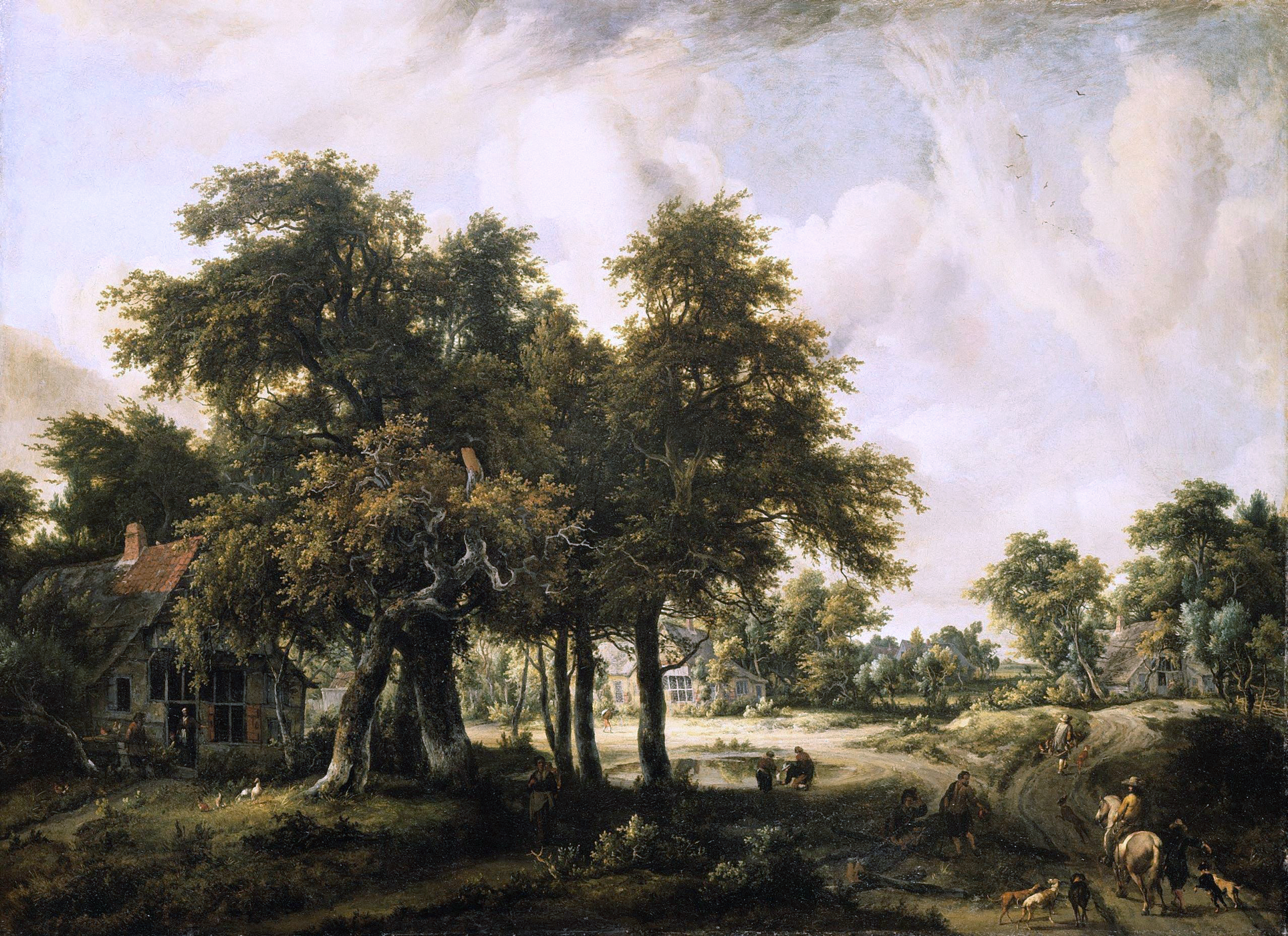
Лесной пейзаж с фермами. Ок. 1665. Холст, масло. Маурицхёйс, Гаага
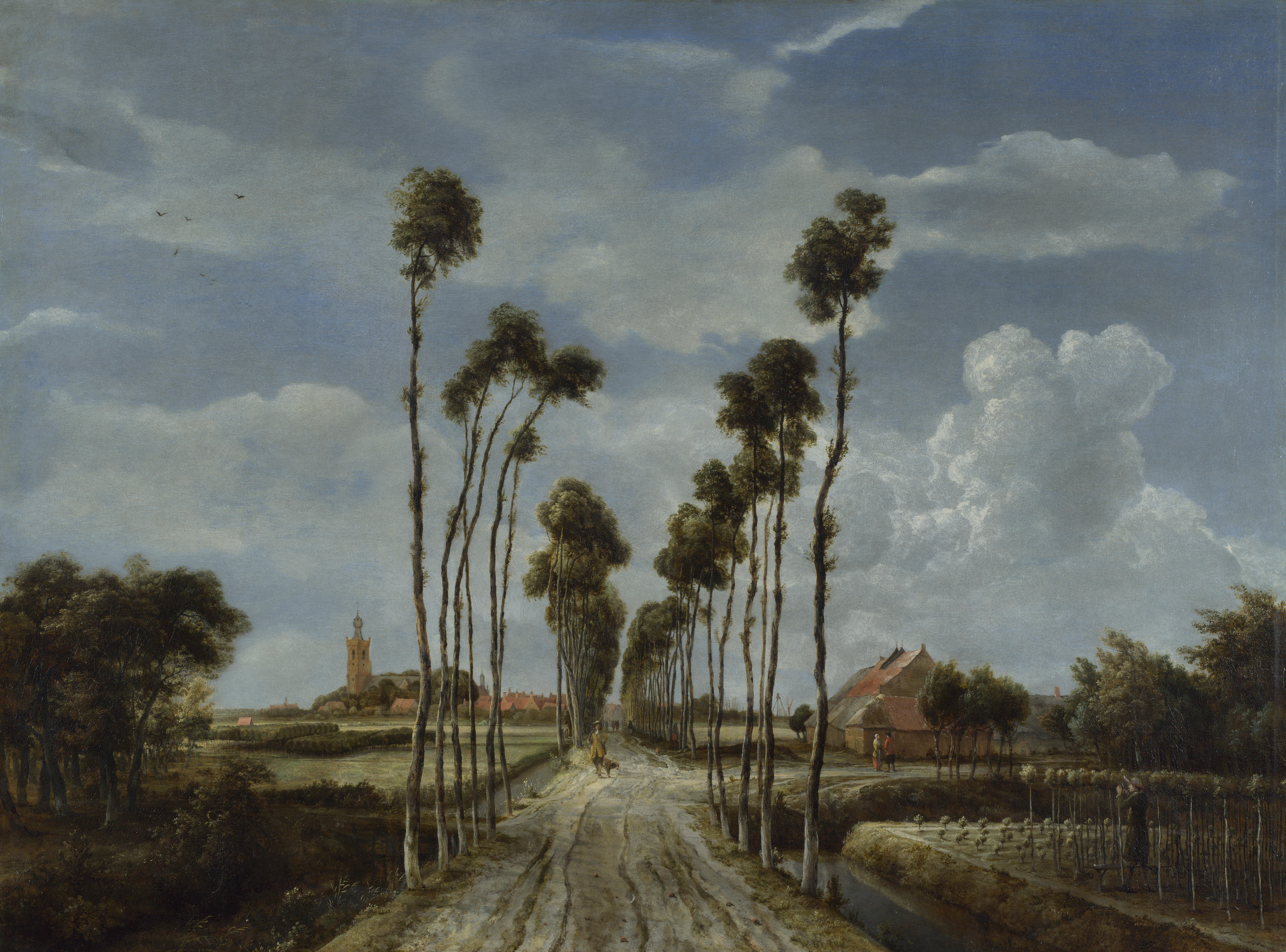
Аллея в Мидделхарнисе. 1689. Холст, масло. Национальная галерея, Лондон
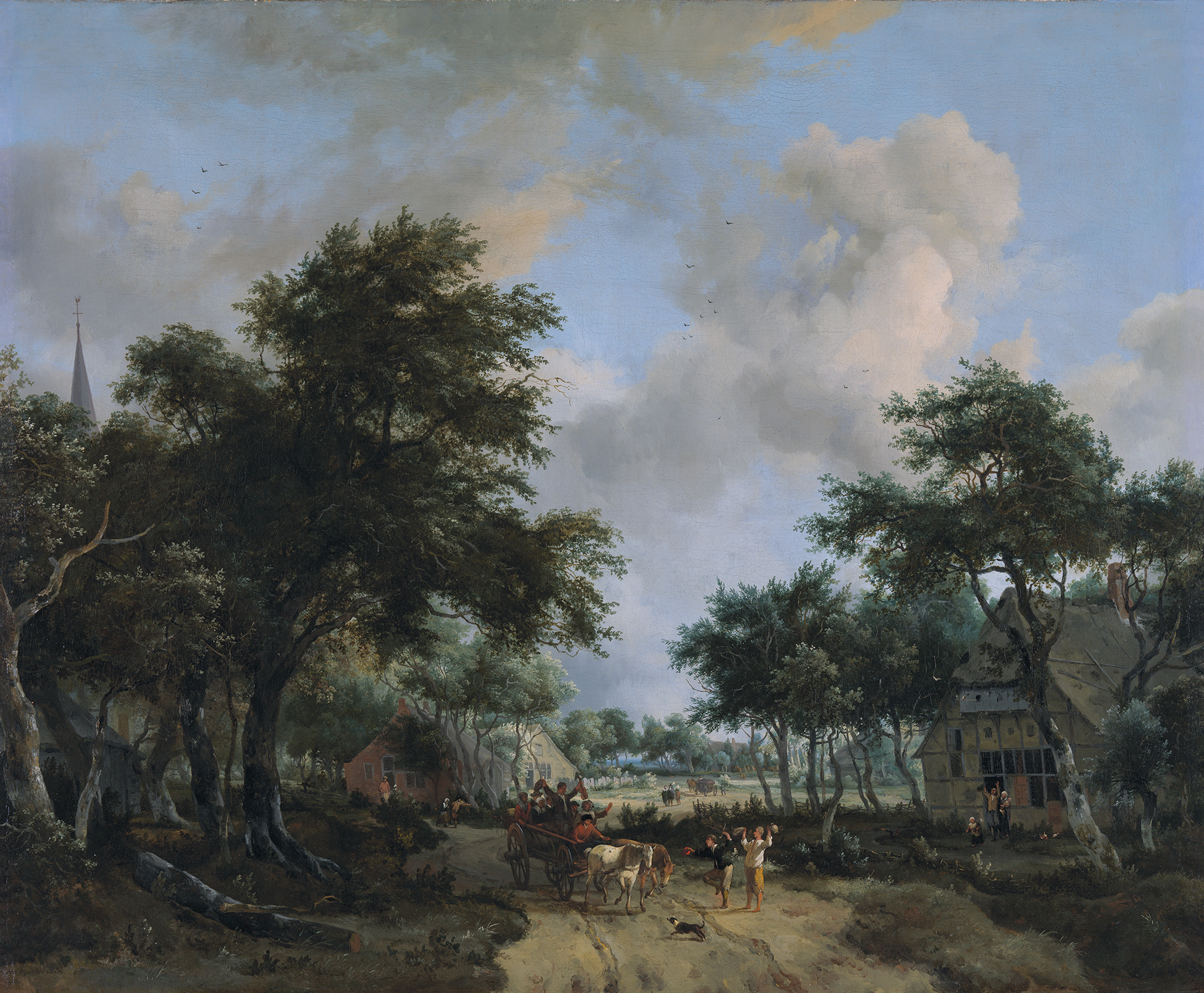
Лесной пейзаж с весёлой компанией в повозке. Ок. 1665. Холст, масло. Рейксмюсеум, Амстердам
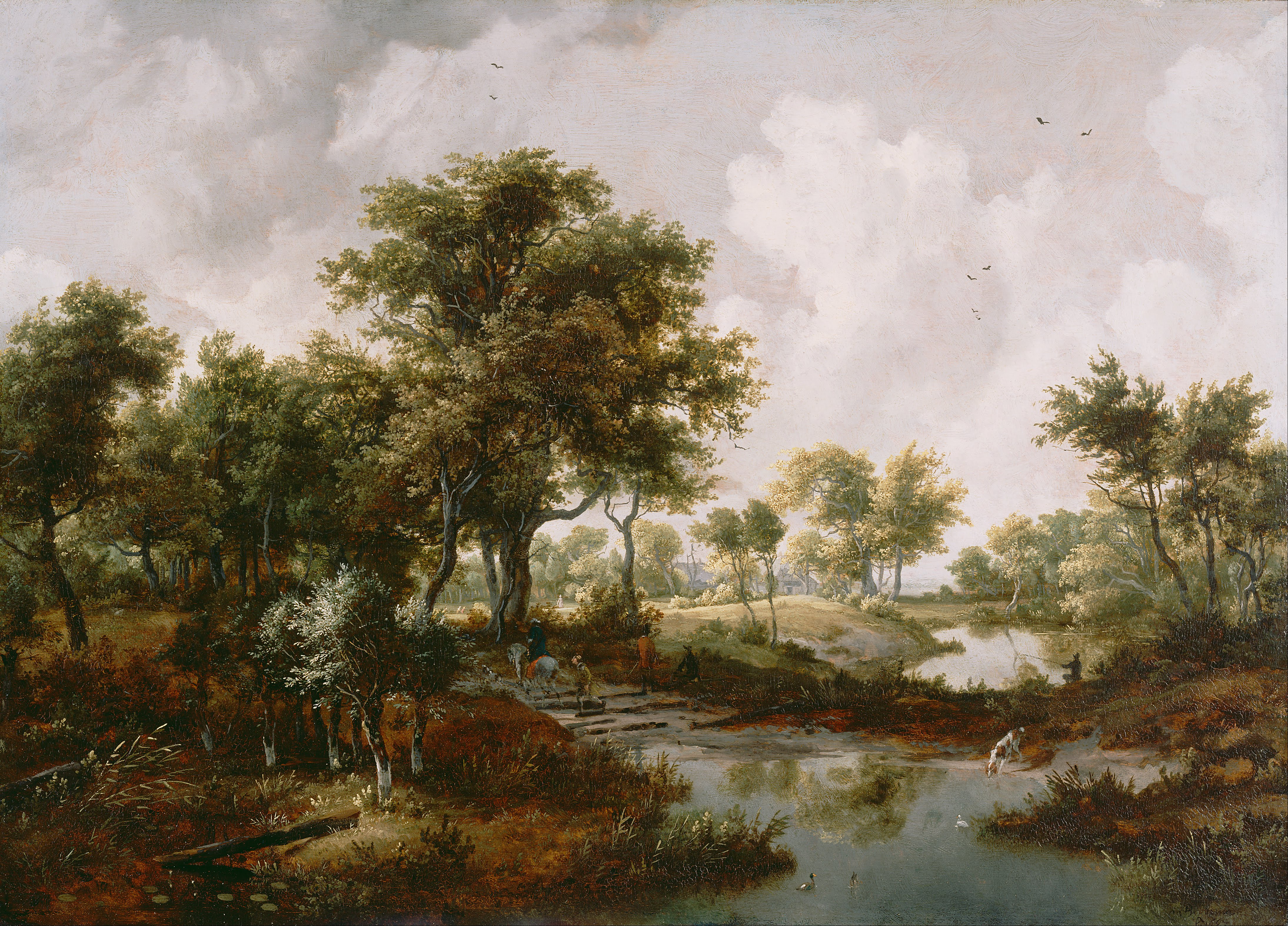
Лесной пейзаж. 1667. Дерево, масло. Центр Гетти, Лос-Анджелес